# Fiolítis
Fiolítis (Fiolitis) är en ort i Grekland.   Den ligger i prefekturen Nomós Zakýnthou och regionen Joniska öarna, i den sydvästra delen av landet, 260 km väster om huvudstaden Aten. Fiolítis ligger 35 meter över havet och antalet invånare är 223. Den ligger på ön Zakynthos.
Terrängen runt Fiolítis är varierad. Runt Fiolítis är det ganska tätbefolkat, med 78 invånare per kvadratkilometer. Närmaste större samhälle är Zákynthos, 8,3 km öster om Fiolítis. Trakten runt Fiolítis består till största delen av jordbruksmark.